# Constantin Antoniade
Constantin Antoniade (n. 16 august 1880, București, România – d. 19 iulie 1954, Madrid, Noua Castilie⁠(d), Spania) a fost jurist, scriitor, istoric, filosof și diplomat român de origine etnică greacă.

## Biografie
În calitate de istoric, el a fost preocupat în principal de perioada Renașterii. De asemenea, el a tradus lucrări ale lui John Ruskin și Thomas Carlyle în limba română.
A participat la Conferința de Pace de la Paris din 1919 ca expert juridic. A desfășurat apoi o activitate diplomatică în calitate de reprezentant permanent al României la Liga Națiunilor din 1928 până în 1936. După ce regimul comunist a preluat puterea în România, Constantin Antoniade a primit autorizație de la Iuliu Maniu și Dinu Brătianu pentru a stabili contacte în țările occidentale din partea Partidului Național Liberal și Partidului Național-Țărănesc.
În 1948, Constantin Antoniade a fost membru în comitetul de conducere al Asociației pentru Ajutorarea Refugiaților Români CAROMAN, organizație fondată la Paris de Nicolae Caranfil, reprezentant al Crucii Roșii Române Libere. Ceilalți membri ai comitetului au fost Raoul Bossy, Mihai Răuț și Dan Geblescu.

## Lucrări
- C. Antoniade — Filosofia lui Henri Bergson - Studii filosofice, București, 1908, Vol. II
- Constantin Antoniade — Trois Figures de la Renaissance: Pierre Arétin, Guichardin, Benvenuto Cellini – Trei figuri ale Renașterii: Pierre Arétin, Guichardin, Benvenuto Cellini - Paris, Brouwer, 1937
- Constantin Antoniade — Figuri din cinquecento: principese, curteni și curtizane - Fundația pentru Literatură și Artă „Regele Carol II”, București, 1939
- Constantin Antoniade — Machiavelli. Omul. Timpurile. Opera: vol. I, Secretarul florentin, vol. II, Politicul. Istoricul. Patriotul București, Editura Cultura Națională, [1932], ed. a II-a [1934]; reeditare: Timișoara, Helicon, 1993.